# Amah Marie Tehoua
Amah Marie Tehoua est une femme politique ivoirienne née le 12 mars 1950 à Bongouanou. Elle a été ministre de l’Industrie et de la Promotion du secteur privé dans le Gouvernement Charles Konan Banny I et II et dans le Gouvernement Soro I du 28 décembre 2005 au 12 février 2010.

## Formation universitaire
Après un baccalauréat A4, elle poursuit ses études à l'université Paris II dont elle devient docteur d’État en droit. Elle est également diplômée de l'Institut d'administration des entreprises de Paris et diplômée de l’Institut technique de banque (ITB) en France.    